# 調教師・騎手顕彰者
調教師・騎手顕彰者（ちょうきょうし・きしゅけんしょうしゃ）とは、中央競馬の発展に多大な貢献のあった調教師・騎手の功績を讃え、後世に伝えていくことを目的とする顕彰制度である。
2004年に日本中央競馬会（JRA）創立50周年記念事業の一環として、調教師7名、騎手3名が、2014年はJRA60周年記念事業の一環として調教師2名、騎手4名が顕彰された。2015年からは選定を行う年の2月末日までに引退した者を対象に、候補者がいる場合に選定手続を実施することとなり、2016年、2022年、2025年にそれぞれ調教師1名が顕彰された。現在、東京競馬場内のJRA競馬博物館に、顕彰者のブロンズ盾（レリーフ像、銘板付）、写真入りプロフィールパネルが展示されている。顕彰者は野球選手などでいうところの「殿堂入り」に相当する。

## 選考基準
出典:2004年、2014年、2015年

### 2004年
調教師
中央競馬における通算勝利度数が1000勝以上であり、管理馬が八大競走のうち、日本ダービーを含む5種類以上の競走において、のべ10勝以上を記録している者。
騎手
通算勝利度数が概ね1000勝を記録している者で、年間最多勝利記録などでとくに顕著な成績を残した者。

### 2014年
調教師
中央競馬における通算勝利度数が概ね1000勝以上であり、管理馬がGI競走を延べ5勝以上しており、年間最多勝など、特に顕著な成績を記録し、2004年以降に引退した者。
騎手
中央競馬における通算勝利度数が概ね2000勝以上であり、GI競走を延べ10勝以上しており、年間最多勝など、特に顕著な成績を記録した者。

### 2015年-
調教師
中央競馬における通算勝利度数が概ね1000勝以上であり、管理馬がGI競走を延べ5勝以上しており、年間最多勝など、特に顕著な成績を記録し、2004年以降に引退した者。
騎手
中央競馬における通算勝利度数が概ね2000勝以上であり、GI競走を延べ10勝以上しており、年間最多勝など、特に顕著な成績を記録し、免許を有さないこととなった日から原則として5年を経過した者。

## 顕彰者

### 調教師
| 顕彰者名   | 選定年 | 通算成績      | 主な勝ち鞍 | 主な記録               |
| ---------- | ------ | ------------- | --- | ---------------------- |
| 稲葉幸夫   | 2004年 | 8414戦1113勝  | 東京優駿、菊花賞、桜花賞2回、優駿牝馬5回 天皇賞（春）、天皇賞（秋）2回、有馬記念 |                        |
| 尾形藤吉   | 2004年 | 9338戦1669勝  | 皐月賞3回、東京優駿8回、菊花賞5回、桜花賞5回、優駿牝馬5回 天皇賞（春）4回、天皇賞（秋）7回、有馬記念2回 | 年間最多勝利調教師12回 |
| 久保田金造 | 2004年 | 10041戦1000勝 | 東京優駿2回、菊花賞3回、優駿牝馬 天皇賞（春）2回、天皇賞（秋）2回 安田記念、マイルチャンピオンシップ |                        |
| 武田文吾   | 2004年 | 8897戦1227勝  | 皐月賞2回、東京優駿2回、菊花賞2回、桜花賞、優駿牝馬 天皇賞（春）、天皇賞（秋）、有馬記念 | 年間最多勝利調教師2回  |
| 二本柳俊夫 | 2004年 | 8024戦1043勝  | 東京優駿、菊花賞2回、優駿牝馬 天皇賞（春）2回、天皇賞（秋）、有馬記念3回 |                        |
| 藤本冨良   | 2004年 | 9054戦1339勝  | 皐月賞2回、東京優駿3回、菊花賞、桜花賞 優駿牝馬、天皇賞（春）4回、有馬記念 | 年間最多勝利調教師2回  |
| 松山吉三郎 | 2004年 | 9157戦1358勝  | 東京優駿2回、桜花賞、優駿牝馬2回 天皇賞（春）3回、有馬記念2回 |                        |
| 伊藤雄二   | 2014年 | 7501戦1153勝  | 皐月賞、東京優駿、桜花賞2回、優駿牝馬2回 秋華賞2回、天皇賞（秋）、スプリンターズS、安田記念、エリザベス女王杯 | 年間最多勝利調教師5回  |
| 松山康久   | 2014年 | 7700戦1001勝  | 皐月賞2回、東京優駿2回、菊花賞、天皇賞（秋）、マイルチャンピオンシップ | 年間最多勝利調教師1回  |
| 橋口弘次郎 | 2016年 | 8645戦991勝   | 東京優駿、菊花賞2回、天皇賞（秋）、ジャパンカップ、スプリンターズS、安田記念、NHKマイルカップ、朝日杯FS、ドバイシーマクラシック | 年間最多勝利調教師1回  |
| 藤沢和雄   | 2022年 | 9113戦1570勝  | 東京優駿、桜花賞2回、優駿牝馬、天皇賞（秋）6回、ジャパンカップ、有馬記念3回、高松宮杯、NHKマイルカップ、ヴィクトリアマイル2回、安田記念3回、スプリンターズS3回、マイルチャンピオンシップ6回、阪神JF2回、朝日杯FS2回、ジャック・ル・マロワ賞          | 年間最多勝利調教師12回 |
| 音無秀孝   | 2025年 | 8757戦996勝   | 皐月賞、菊花賞、天皇賞（秋）、フェブラリーS、高松宮記念2回、NHKマイルカップ、安田記念、宝塚記念、スプリンターズS、マイルチャンピオンシップ3回、チャンピオンズカップ、帝王賞、ジャパンダートダービー2回、マイルCS南部杯、JBCクラシック、全日本2歳優駿 | 年間最多勝利調教師1回  |

- 勝ち鞍の「天皇賞」には、前身競走である帝室御賞典優勝を含む。ほかクラシック競走も一律に現行名称で記載。
- 安田記念は1984年のGI競走格付け以降の勝利のみ記載。同競走とスプリンターズS、秋華賞、マイルチャンピオンシップは、選考対象の八大競走には含まれない。
- 松山康久は松山吉三郎の次男であり、親子揃っての顕彰者選出となった。

### 騎手
| 顕彰者名 | 選定年 | 通算成績      | 主な勝ち鞍 | 主な記録                        |
| -------- | ------ | ------------- | --- | ------------------------------- |
| 野平祐二 | 2004年 | 7280戦1339勝  | 桜花賞、優駿牝馬、天皇賞（春）3回、有馬記念2回 | 年間最多勝利騎手3回             |
| 福永洋一 | 2004年 | 5086戦983勝   | 皐月賞、桜花賞2回、菊花賞、天皇賞（春）、天皇賞（秋） | 年間最多勝利騎手9回             |
| 保田隆芳 | 2004年 | 6143戦1295勝  | 皐月賞、東京優駿2回、菊花賞3回、桜花賞2回、優駿牝馬2回 天皇賞（春）3回、天皇賞（秋）7回、有馬記念2回 | 年間最多勝利騎手3回             |
| 岡部幸雄 | 2014年 | 18647戦2943勝 | 皐月賞3回、東京優駿、菊花賞3回、優駿牝馬3回、天皇賞（春）4回、天皇賞（秋）2回、有馬記念3回 ジャパンカップ2回、ジャパンカップダート、宝塚記念、安田記念3回、マイルチャンピオンシップ3回、高松宮杯、 エリザベス女王杯、フェブラリーS2回、NHKマイルカップ、スプリンターズS、朝日杯3歳S、ジャック・ル・マロワ賞 | 騎手大賞2回 年間最多勝利騎手2回 |
| 河内洋   | 2014年 | 14940戦2111勝 | 皐月賞、東京優駿、菊花賞、桜花賞4回、優駿牝馬2回、天皇賞（春）2回、有馬記念 安田記念2回、ジャパンカップ、マイルチャンピオンシップ3回、エリザベス女王杯2回、スプリンターズS2回 | 年間最多勝利騎手3回             |
| 郷原洋行 | 2014年 | 11906戦1515勝 | 皐月賞、東京優駿2回、菊花賞、天皇賞（春）2回、天皇賞（秋）2回 安田記念、マイルチャンピオンシップ | 年間最多勝利騎手1回             |
| 柴田政人 | 2014年 | 11728戦1767勝 | 皐月賞2回、東京優駿、菊花賞、桜花賞、天皇賞（春）、天皇賞（秋）2回、有馬記念 宝塚記念、安田記念、朝日杯3歳S | 年間最多勝利騎手1回             |